# Oberbreitzbach
Oberbreitzbach ist ein Ortsteil der Gemeinde Hohenroda im osthessischen Landkreis Hersfeld-Rotenburg. Das sog. Schloss ist Sitz der Gemeindeverwaltung.

## Geographie
Der Ort liegt im Landecker Amt in der Rhön. Oberbreitzbach ist anerkannter Erholungsort. Durch das Dorf verläuft die Landesstraße 3173.

## Geschichte
Die älteste bekannte schriftliche Erwähnung von Oberbreitzbach  erfolgte im Jahr 1364.

### Gebietsreform
Die Gemeinde Oberbreitzbach gehörte ursprünglich zum Landkreis Hünfeld. Am 1. Juli 1970 wurde sie im Zuge der Gebietsreform in Hessen auf freiwilliger Basis nach Mansbach eingemeindet. Mit Mansbach kam sie als Ortsteil am 1. Februar 1971 zur neuen Gemeinde Hohenroda im Landkreis Hersfeld. Die Gemeinde Hohenroda wurde 1972 in den neu geschaffenen Landkreis Hersfeld-Rotenburg eingegliedert.
Für die Ortsteile Ausbach, Glaam, Mansbach, Oberbreitzbach, Ransbach mit Soislieden wurden Ortsbezirke mit Ortsbeirat und Ortsvorsteher nach der Hessischen Gemeindeordnung gebildet.

### Bevölkerung
Einwohnerentwicklung
| Oberbreitzbach: Einwohnerzahlen von 1834 bis 2020 | Oberbreitzbach: Einwohnerzahlen von 1834 bis 2020 | Oberbreitzbach: Einwohnerzahlen von 1834 bis 2020 | Oberbreitzbach: Einwohnerzahlen von 1834 bis 2020 | Oberbreitzbach: Einwohnerzahlen von 1834 bis 2020 |
| --- | ------------------------------------------------- | ------------------------------------------------- | ------------------------------------------------- | ------------------------------------------------- |
| Jahr |                                                   |                                                   |                                                   | Einwohner                                         |
| 1834 | 1834                                              |                                                   | 130                                               | 130                                               |
| 1840 | 1840                                              |                                                   | 148                                               | 148                                               |
| 1846 | 1846                                              |                                                   | 157                                               | 157                                               |
| 1852 | 1852                                              |                                                   | 155                                               | 155                                               |
| 1858 | 1858                                              |                                                   | 142                                               | 142                                               |
| 1864 | 1864                                              |                                                   | 133                                               | 133                                               |
| 1871 | 1871                                              |                                                   | 138                                               | 138                                               |
| 1875 | 1875                                              |                                                   | 136                                               | 136                                               |
| 1885 | 1885                                              |                                                   | 103                                               | 103                                               |
| 1895 | 1895                                              |                                                   | 120                                               | 120                                               |
| 1905 | 1905                                              |                                                   | 119                                               | 119                                               |
| 1910 | 1910                                              |                                                   | 130                                               | 130                                               |
| 1925 | 1925                                              |                                                   | 220                                               | 220                                               |
| 1939 | 1939                                              |                                                   | 236                                               | 236                                               |
| 1946 | 1946                                              |                                                   | 320                                               | 320                                               |
| 1950 | 1950                                              |                                                   | 339                                               | 339                                               |
| 1956 | 1956                                              |                                                   | 328                                               | 328                                               |
| 1961 | 1961                                              |                                                   | 315                                               | 315                                               |
| 1967 | 1967                                              |                                                   | 298                                               | 298                                               |
| 1970 | 1970                                              |                                                   | 305                                               | 305                                               |
| 1980 | 1980                                              |                                                   | ?                                                 | ?                                                 |
| 1990 | 1990                                              |                                                   | ?                                                 | ?                                                 |
| 2000 | 2000                                              |                                                   | ?                                                 | ?                                                 |
| 2011 | 2011                                              |                                                   | 285                                               | 285                                               |
| 2015 | 2015                                              |                                                   | 329                                               | 329                                               |
| 2020 | 2020                                              |                                                   | 322                                               | 322                                               |
| Datenquelle: Historisches Gemeindeverzeichnis für Hessen: Die Bevölkerung der Gemeinden 1834 bis 1967. Wiesbaden: Hessisches Statistisches Landesamt, 1968. Weitere Quellen: ; Gemeinde Mansbach; Zensus 2011 |                                                   |                                                   |                                                   |                                                   |

Religionszugehörigkeit
 Quelle: Historisches Ortslexikon
| • 1885: | 103 evangelische (= 100 %) Einwohner                               |
| • 1961: | 282 evangelische (= 89,52 %), 32 katholische (= 10,16 %) Einwohner |

## Kultur und Sehenswürdigkeiten

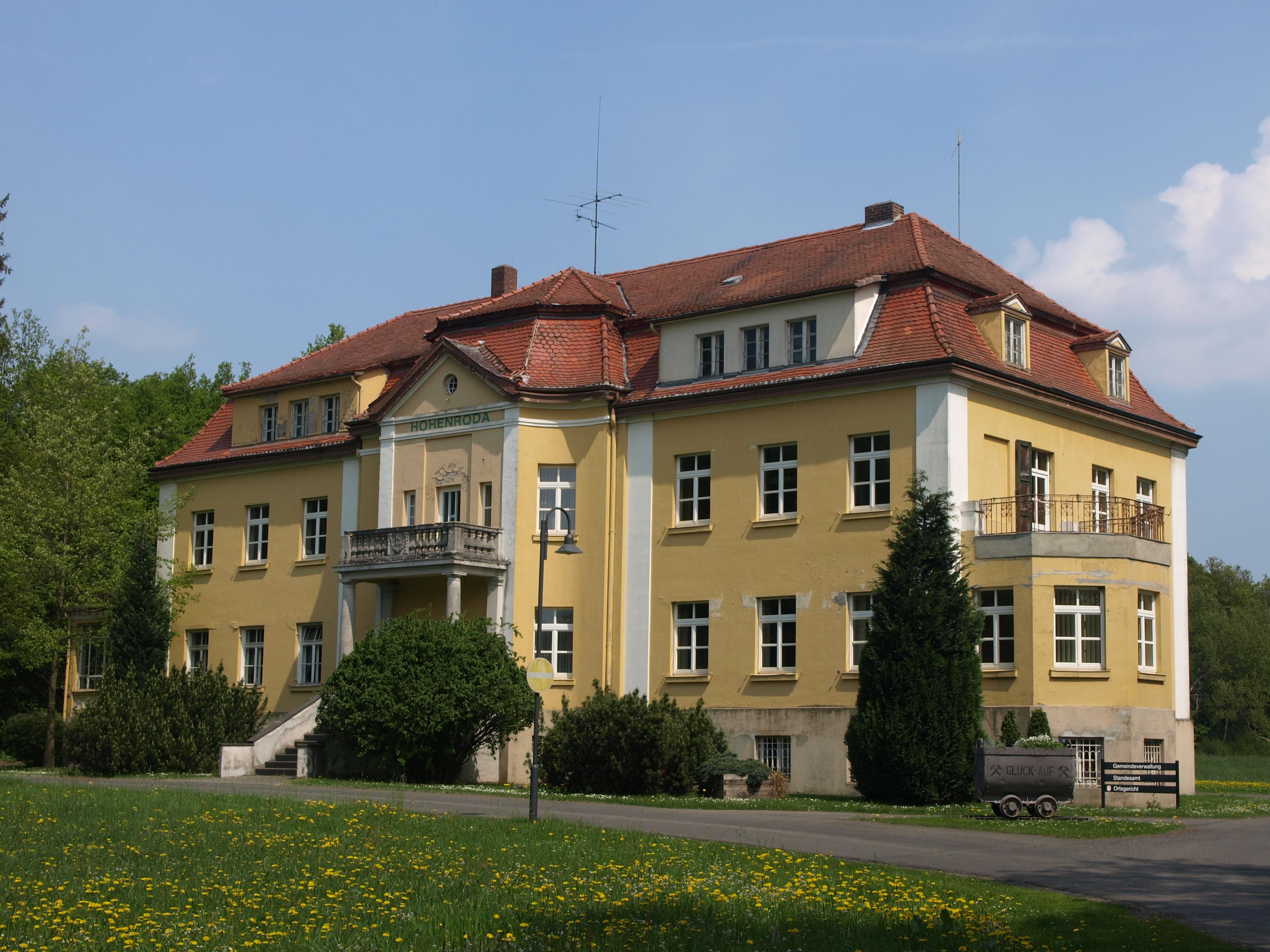
Schloss Hohenroda (vor der Sanierung)

Das Schloss Hohenroda ist das Herrenhaus des ehemaligen Hofguts Hohenroda. Erbaut wurde das Gebäude mit seinem Park und den Nebengebäuden zu Beginn des 20. Jahrhunderts. Ab 1988 Rathaus der Gemeinde Hohenroda, und ab 2008 in deren Besitz, wurde es 2018 privatisiert und wird nach erfolgreicher Sanierung als Tagungs- und Seminarzentrum vermietet.
Eine ältere Kapelle, die von einem Friedhof umgeben war und zunächst als Begräbnisstätte der Familie von Mansbach diente, wurde bereits im 19. Jahrhundert von der evangelischen Gemeinde zu Gottesdiensten genutzt. Ein Foto vom Innenraum lässt auf ein langsrechteckiges Gebäude mit 3/8-Schluss am Altar und einer Empore an der linken Seite schließen. Die evangelische Kirche ist ein Neubau von 1965 aus großem Kirchenraum, Kirchturm und Funktionsräumen, bemerkenswert ist ein künstlerisches Glasfenster in der Wand hinter dem Altar.
Unweit westlich des Ortes befindet sich der „Hessen Hotelpark Hohenroda“ mit dem dazu gehörigen Feriendorf im „Schwarzengrund“. Südlich davon liegt das Gut Grasgrube, ein ehemaliger Adelssitz mit einem als Kulturdenkmal ausgewiesenen Herrenhaus.
Für die unter Denkmalschutz stehenden Kulturdenkmale des Ortes siehe die Liste der Kulturdenkmäler in Oberbreitzbach.